# Иван Силов
Иван Николов Силов (на гръцки: Ιωάννης Σιλλός του Νικολάου, Σόλλας, Йоанис Николау Силос, Солас) е гъркомански революционер, капитан на Гръцката въоръжена пропаганда в Македония от началото на XX век.

## Биография
Роден е в зъхненското село Карлъково, тогава в Османската империя. Присъединява се към гръцката пропаганда и влиза в четата на Андреас Макулис. През юли 1907 година Силов изгаря нивите на българското екзархийско село Дряново. На 14 юли 1907 година четата на Силов участва в сражението при Довища, в което загива капитан Макулис, с когото планират да нападнат Дряново и Мъклен.